# Henryk Walczyński
Henryk Walczyński (ur. 9 maja 1928 w Zrębach, zm. 7 maja 2013 w Warszawie) – pułkownik Służby Bezpieczeństwa i Milicji Obywatelskiej, szef III Departamentu MSW (1980–1982) oraz komendant MO i szef Wojewódzkiego Urzędu Spraw Wewnętrznych w Radomiu (1982–1988).

## Życiorys
Urodził się w chłopskiej rodzinie Stanisława i Marii. Ukończył szkołę pedagogiczną w Kielcach i pracował jako nauczyciel. Od 1948 roku był członkiem PZPR. 

## Kariera w służbach bezpieczeństwa
15 maja 1949 roku rozpoczął służbę w Sekcji VI Wydziału V Wojewódzkiego Urzędu Bezpieczeństwa Publicznego w Kielcach na stanowisku młodszego referenta. W 1952 roku został przeniesiony do Warszawy, gdzie pracował w V i III Departamencie MBP, zajmując się walką z opozycją polityczną i podziemiem zbrojnym.
Po likwidacji MBP w latach 1954–1956 był oficerem operacyjnym Komitetu ds. Bezpieczeństwa Publicznego. Od 1 stycznia 1957 roku służył w III Departamencie MSW zajmując kierownicze stanowiska w 1. i 4. wydziale departamentu. W latach 1965–1973 był szefem 4. wydziału. W lipcu 1977 roku został zastępcą dyrektora III Departamentu Adama Krzysztoporskiego, specjalizując się w zwalczaniu opozycji podziemnej, szczególnie KOR. 11 czerwca 1971 roku awansował na pułkownika. W latach 1973–1976 studiował w Akademii Spraw Wewnętrznych i później wykładał w KC PZPR.
20 października 1980 roku został mianowany dyrektorem III Departamentu MSW. Jego polityczne stanowisko było zgodne z twardą linią prominentnych działaczy PZPR, takich jak generałowie Mirosław Milewski i Bogusław Stachura. Walczyński opowiadał się za wprowadzeniem stanu wojennego i siłowym tłumieniem „Solidarnośći”. Stosował również bezpośrednie groźby wobec opozycjonistów, dążąc do surowej cenzury ideologicznej. Proponował też usunięcie kilku scen z filmu Andrzeja Wajdy „Człowiek z żelaza”. Wspierał tworzenie prorządowych organizacji, takich jak „Grunwald”, czy Stowarzyszenie „Rzeczywistość”, którym kierował były podporucznik SB Ryszard Gontarz.
W lipcu 1981 roku nowym ministrem spraw wewnętrznych został generał Czesław Kiszczak, który preferował polityczne kompromisy nad bezpośrednią przemoc. Kiszczak również krytykował pijaństwo i alkoholizm w III Departamencie MSW. 16 maja 1982 roku, w okresie stanu wojennego, Walczyński został przeniesiony do Radomia jako komendant wojewódzki Milicji Obywatelskiej, zastępując Kazimierza Otłowskiego. Od 1983 roku był szefem tamtejszego Wojewódzkiego Urzędu Spraw Wewnętrznych.

## Skandale korupcyjne i późniejsze życie
Na stanowisku szefa milicji i Służby Bezpieczeństwa w Radomiu, Henryk Walczyński zapamiętany został bardziej z powodu skandali korupcyjnych niż prześladowań politycznych. Nawiązał bliskie relacje z przedsiębiorcą Kazimierzem Grabkiem, zwanym „królem żelatyny”. Korzystając z zasobów administracyjno-siłowych, Walczyński lobbował za przyznaniem Grabkowi kredytów z budżetu państwa, pomagał w fałszowaniu dokumentacji na budowę szkodliwej ekologicznie fabryki kleju w pobliżu Grójca oraz zapewniał usługi ochroniarskie. W 1987 roku jego działania stały się przedmiotem śledztwa specjalnej komisji MSW, która wykazała przypadki korupcji. Walczyński nie przyznał się do winy, ale został zmuszony do złożenia rezygnacji.
17 stycznia 1988 roku pułkownik Henryk Walczyński został odwołany ze stanowiska komendanta w Radomiu, a jego następcą został pułkownik Jerzy Maj. Walczyński został przeniesiony do dyspozycji departamentu kadr MSW. 30 kwietnia 1989 roku został zwolniony z MSW.

## Życie po służbie
Po zwolnieniu ze służby nie udzielał się politycznie. Według świadectw z archiwum Instytutu Pamięci Narodowej, jego poglądy ewoluowały w kierunku otwartego polskiego nacjonalizmu i antysemityzmu. Negatywnie oceniał system stalinowski, ale winą za „tę zarazę” obarczał komunistów pochodzenia żydowskiego (a przynależność do nich rozumiał dość szeroko - nie tylko w przypadku Karola Marksa czy Józefa Stalina, ale także Fryderyka Engelsa i Ławrientija Berii). Jednocześnie wyrażał szacunek dla „narodu Izraela, który dał światu wielu twórców, naukowców i laureatów Nagrody Nobla”, ale twierdził, że zarówno w ZSRR, jak i w Polsce totalitarny system ustanowili „nie Rosjanie i nie Polacy”.
Zmarł w 7 maja 2013 w Warszawie. Został pochowany na cmentarzu komunalnym Północnym w Warszawie (kwatera S-I-13, 14, rząd 5, grób 7).

## Odznaczenia
- Krzyż Komandorski Orderu Odrodzenia Polski (1984)[11]